# Myrothecium carmichaelii
Myrothecium carmichaelii är en svampart som beskrevs av Grev. 1824. Myrothecium carmichaelii ingår i släktet Myrothecium, ordningen köttkärnsvampar, klassen Sordariomycetes, divisionen sporsäcksvampar och riket svampar.   Inga underarter finns listade i Catalogue of Life.